# Hammam Cheikh Bahaï

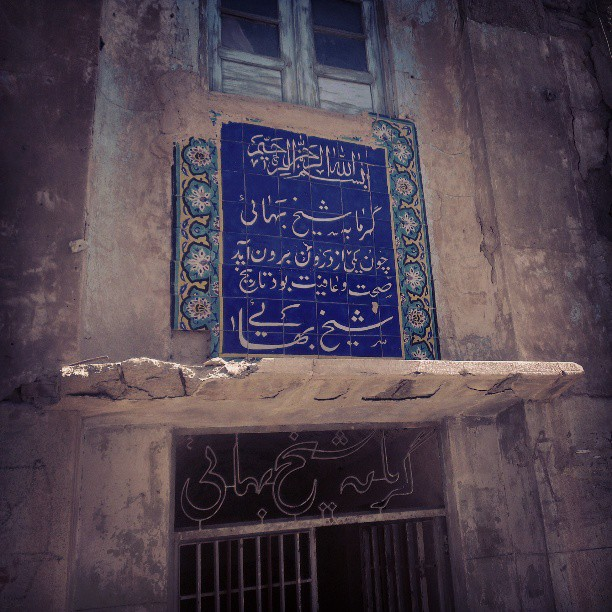
Le Hammam Cheikh Bahaï.

Le Hammam Cheikh Bahaï est un hammam historique situé dans la ville d'Ispahan, en Iran. Il date de l'époque séfévide. Il est situé dans la ruelle Cheikh Bahaï dans la rue Abd or-Razagh. Il est entre Grande mosquée d'Ispahan et Harounié dans le bazar ancien près de Darb-e Emam. Il est le hammam le plus célèbre à Ispahan. Il fut construit à 1616 par Cheikh Bahaï à l'époque d'Abbas Ier le Grand. Pour son unique caractéristique, il y a beaucoup coutes et histoires du hammam,

## Combustible de garmkhané (la chambre chaude)
Les gens d'Ispahan croyaient depuis vieux temps, que Cheykh Bahai a construit le poêle du hammam de sorte qu'il peut être réchauffé par seulement une bougie. Sous le chaudron du poêle, il a fait une place vide et dans la place, il a allumé une bougie et la bougie avait allumé pour très longtemps et l'eau du hammam était échauffé par la bougie. Il y a quelques théories différents sur le combustible de garmkhané (la chambre chaude), qui ne peuvent pas être prouvés, parce qu'il n'y a pas de bougie et ou n'a pas fait des recherches completes encore.
La théorie la plus réaliste sur le mode de chauffage de garmkhané est la présence possible d'un système de tuyauterie souterraine en céramique, entre les toilettes publiques de la Grande mosquée et le hammam et probablement des gaz comme du méthane et de l'oxyde de soufre ainsi conduits jusqu'à la torche de garmkhané par la succion naturelle et brûlant directement. Ainsi, la source du chauffage de la torche sont des gaz produits grâce aux déchets du hammam.
D'après les vieux habitants du quartier, il y avait un maurais artificiel derrière le garmkhané et les eaux usées coulaient dans le marais et les gaz nécessaires étaient obtenus de ce marais.